# Ron Thorsen
Ronald Albert Thorsen, detto Ron (San Jose, 13 aprile 1948 – Snohomish, 1º dicembre 2004), è stato un cestista statunitense naturalizzato canadese.

## Carriera
Dopo aver giocato nella University of British Columbia è stato selezionato dai Buffalo Braves al 19º giro del Draft NBA 1973 (209ª scelta assoluta).
Con il Canada ha disputato i Mondiali 1970 e i Giochi panamericani 1971.